# 五辻雅継
五辻 雅継（いつつじ まさつぐ）は、鎌倉時代前期の公卿。中納言五辻家経の二男。官位は非参議正三位。

## 不遇な生涯
父・家経の跡を継ぐも、昇進は非常に遅く非参議にとどまった。これといった官職に就けず、従三位に叙されてからも兼官はなかったため不遇な境遇であった。

## 経歴
以下、『公卿補任』と『尊卑分脈』の内容に従って記述する。
- 建保3年（1215年）1月5日、叙爵。
- 建保5年（1216年）9月8日、少納言に任ぜられる。
- 建保6年（1218年）1月13日、安芸権介を兼ねる。
- 承久元年（1219年）1月5日、従五位上に昇叙。
- 承久3年（1221年）7月19日、正五位下に昇叙。
- 貞応元年（1222年）8月18日、右少将に任ぜられる。
- 貞応2年（1223年）1月6日、従四位下に昇叙。同月17日、右少将に改めて任ぜられる。
- 貞応3年（1224年）1月23日、加賀介を兼ねる。
- 安貞元年（1227年）1月5日、従四位上に昇叙。
- 安貞3年（1229年）1月30日、出雲介を兼ねる。
- 寛喜2年（1230年）1月5日、正四位下に昇叙。同年6月26日、怠状を提出する。8月2日には怠状が返却される。
- 天福元年（1233年）7月25日、父の喪が明けて復任する[1]。
- 暦仁元年（1238年）1月5日、従三位に叙される。
- 延応元年（1239年）1月7日、正三位に昇叙。
- 宝治元年（1247年）4月28日、出家[2]。

## 系譜
- 父：五辻家経
- 母：藤原成親の娘
- 妻：雅楽頭安倍春元の娘
  - 次男：五辻忠継
- 生母不明の子女
  - 男子：五辻兼継